# Aba Norte
Aba North é uma área de governo local do estado de Abia, na Nigéria. Sua sede fica na cidade de Eziama Urata, 05 ° 20′N 07 ° 19′E com uma população estimada em 6.446 em 2009. 
Possui uma área de 23 km² e uma população de 107.488 no censo de 2006.
O código postal é 450.